# 切斯特伯爵

休·德·凱維利歐克在他的家族徽章上標示了六個麥束。他的兒子蘭道夫·德·布朗德維爾後來將麥束數量減至三個，這種設計逐漸成為柴郡的廣泛象徵，儘管後續的伯爵選擇了不同的徽章設計。

切斯特伯爵（英語：Earl of Chester）在中世紀的英格蘭是最具影響力的伯爵頭銜之一，領地版圖主要覆蓋柴郡和弗林特郡。自1301年起，這一頭銜一般被授予英格蘭王室的直接繼承人，而自1707年起，則授予英國王室的王位繼承人。從14世紀末開始，此頭銜僅與威爾斯親王的身份同時授予。